# Teatre Borràs
El Teatre Borràs és un antic cinema, transformat en teatre, a la plaça d'Urquinaona de Barcelona. Pertany al Grup Balañà.

## Història
El juliol del 1929, l'empresari cinematogràfic Josep Solà Guardiola va adquirir l'antiga Casa de Correus amb l'objectiu de transformar-la en cinema. Aquest va ser inaugurat el 16 de maig de 1931 amb el nom de Cine Urquinaona. Es va estrenar amb el film Resurrección, dirigit per Edwin Carewe, amb Lupe Vélez i John Boles. Tenia 950 seients entre la platea i l'amfiteatre i estava decorat en estil art déco. Fins al 1936 va projectar pel·lícules de Warner Bros i Paramount Pictures; a partir de llavors, se n'hi van projectar sobretot de Metro-Goldwyn-Mayer.
De vegades s'hi representaven espectacles teatrals: així, el 1932 s'hi va estrenar el ballet Parc d'atraccions, amb música de Manuel Blancafort (sobre l'obra per a piano del mateix títol), amb coreografia de Joan Magrinyà i decorats d'Emili Grau-Sala.
L'1 d'abril del 1937 va canviar el nom pel de Cine Francesc Ferrer. Durant la guerra civil va fer la viu-viu, sobretot per les orquestres i els espectacles de varietats. El 5 de febrer de 1939 va recuperar el nom anterior. D'ençà d'aleshores només es va dedicar al teatre, sobretot al gènere de la sarsuela i les comèdies castellanes.
El 19 de maig de 1943 va prendre el nom de Cine Borràs , l'endemà que la companyia de Lina Santamaría i Juan Beringola retés homenatge a l'actor Enric Borràs després d'una representació d’El alcalde de Zalamea en què ell participava. En la dècada següent, el teatre es dedicà a la sarsuela, l'òpera i el teatre; així, al 19 d'octubre del 1951 s'hi estrenava la sarsuela El tambor del Bruch, de Federico Moreno Torroba, amb llibret d'Ignacio F. Iquino.
Des del 4 d'abril de 1953 se'n feu càrrec el grup Balañà, i es tornà a convertir en sala de cinema, amb esporàdiques representacions teatrals. Reformat, es va reobrir el 10 d'abril de 1966 amb My fair lady.
Des del 15 de setembre de 1990, va combinar el teatre i el cinema, i el 1995 va esdevenir definitivament Teatre Borràs, dedicat exclusivament al teatre. Reformat de nou, té una cabuda de 740 espectadors (470 a platea i 270 a l'amfiteatre). Va dedicar-se a la comèdia i s'hi han estrenay entre d'altres La extraña pareja i La jaula de las locas. El 2008, Jordi Galceran hi va estrenar Cancun. És el teatre on es va estrenar la versiò castellana de Wit, dirigida per Lluís Pasqual i protagonitzada per Rosa Maria Sardà i Fernando Guillén, entre d'altres, el 19 de novembre de 2003. Després hi han actuat Núria Espert i Amparo Rivelles, Montse Carulla i Rosa Renom. També Rosa Novell hi interpretà l'última obra dirigida per Ricard Salvat, Un dia, mirall trencat.